# Festival Internacional de Cine de Venecia de 1975
La 34.ª Mostra de Venecia se celebró del 26 de agosto al 11 de septiembre de 1975. El festival volvía a celebrarse después de dos años de inactividad. No hubo jurado porque las ediciones de 1969 hasta 1979 no fueron competitivas.

## Películas

### Propuestas de films nuevos
Las películas siguientes fueron exhibidas en esta edición:
| Título en español                    | Título original                 | Director(es)                                                      | País    |
| ------------------------------------ | ------------------------------- | ----------------------------------------------------------------- | ------- |
| Una mujer bajo la influencia         | A Woman Under the Influence     | John Cassavetes                                                   | EE. UU. |
| Malas tierras                        | Badlands                        | Terrence Malick                                                   | EE. UU. |
| Perversión en las aulas              | Child's Play                    | Sidney Lumet                                                      | EE. UU. |
| Gallos de pelea                      | Cockfighter                     | Monte Hellman                                                     | EE. UU. |
| La carrera de la muerte del año 2000 | Death Race 2000                 | Paul Bartel                                                       | EE. UU. |
| Di' asimanton aformin                | Di' asimanton aformin           | Tasos Psarras                                                     | Grecia  |
| Fortezze vuote                       | Fortezze vuote                  | Gianni Serra                                                      | Italia  |
| Maridos                              | Husbands                        | John Cassavetes                                                   | EE. UU. |
| I giorni della chimera               | I giorni della chimera          | Franco Corona                                                     | Italia  |
| Il caso Raoul                        | Il caso Raoul                   | Maurizio Ponzi                                                    | Italia  |
| Il fratello                          | Il fratello                     | Massimo Mida                                                      | Italia  |
| Irene, Irene                         | Irene, Irene                    | Peter Del Monte                                                   | Italia  |
| L'altro Dio                          | L'altro Dio                     | Elio Bartolini                                                    | Italia  |
| Les doigts dans la tête              | Les doigts dans la tête         | Jacques Doillon                                                   | Francia |
| Lily quiéreme                        | Lily, aime-moi                  | Maurice Dugowson                                                  | Francia |
| Matti da slegare                     | Matti da slegare                | Silvano Agosti, Marco Bellocchio, Sandro Petraglia, Stefano Rulli | Italia  |
| Megara                               | Megara                          | Sakis Maniatis, Yorgos Tsemberopoulos                             | Grecia  |
| Así habla el amor                    | Minnie and Moskowitz            | John Cassavetes                                                   | EE. UU. |
| Muna Moto                            | Muna Moto                       | Jean-Pierre Dikongue-Pipa                                         | Camerún |
| Non si scrive sui muri a Milano      | Non si scrive sui muri a Milano | Raffaele Maiello                                                  | Italia  |
| The Bonus                            | Premiya                         | Sergei Mikaelyan                                                  | URSS    |
| Hermanas                             | Sisters                         | Brian De Palma                                                    | EE. UU. |
| Electra, My Love                     | Szerelmem, Elektra              | Miklós Jancsó                                                     | Hungría |
| Still Life                           | Tabiate bijan                   | Sohrab Shahid Saless                                              | Irán    |
| Terminal                             | Terminal                        | Paolo Breccia                                                     | Italia  |
| El rey de Marvin Gardens             | The King of Marvin Gardens      | Bob Rafelson                                                      | EE. UU. |
| Los productores                      | The Producers                   | Mel Brooks                                                        | EE. UU. |
| El misterio de las 12 sillas         | The Twelve Chairs               | Mel Brooks                                                        | EE. UU. |
| Thomas                               | Thomas                          | Jean-François Dion                                                | Francia |
| To proxenio tis Annas                | To proxenio tis Annas           | Pantelis Voulgaris                                                | Grecia  |
| Un hombre que duerme                 | Un homme qui dort               | Georges Perec, Bernard Queysanne                                  | Francia |
| Várakozók                            | Várakozók                       | Imre Gyöngyössy                                                   | Hungría |

### Personale diTheo Angelopoulos[4]
| Título en español           | Título original | Año  |
| --------------------------- | --------------- | ---- |
| Reconstrucción              | Anaparastasi    | 1970 |
| Días del 36                 | Meres tou '36   | 1972 |
| El viaje de los comediantes | O Thiassos      | 1975 |

### Personale diChantal Akerman[5]
| Título en español                                   | Título original                                     | Año  |
| --------------------------------------------------- | --------------------------------------------------- | ---- |
| Hôtel Monterey                                      | Hôtel Monterey                                      | 1972 |
| Yo, tú, él, ella                                    | Je, tu, il, elle                                    | 1974 |
| Jeanne Dielman, 23 quai du Commerce, 1080 Bruxelles | Jeanne Dielman, 23 quai du Commerce, 1080 Bruxelles | 1975 |
| Le 15/8                                             | Le 15/8                                             | 1973 |
| Saute ma ville (corto)                              | Saute ma ville (corto)                              | 1968 |

### Espacio abierto[6]
| Título en español | Director                          | País   |
| ----------------- | --------------------------------- | ------ |
| Anna              | Alberto Grifi, Massimo Sarchielli | Italia |
| Crimini di pace   | Gian Butturini                    | Italia |
| Povero Cristo     | Pier Carpi                        | Italia |
| Spazio curvo      | Marco Bocca                       | Italia |
| Teatro di prosa   | Luca Vercelloni                   | Italia |

## Retrospectivas
En esta edición, se proyectó una retrospectiva a la pareja Jean-Marie Straub y Danièle Huillet y a David W. Griffith y el cine mudo estadounidense.